# USS Jackson (LCS-6)
L'USS Jackson (LCS-6) est un littoral combat ship de classe Independence de l’United States Navy. C’est le premier navire à être nommé d’après Jackson, la capitale du Mississippi,.

## Conception
En 2002, l’US Navy a lancé un programme visant à développer le premier d’une flotte de littoral combat ships. La Navy a d’abord commandé deux navires à coque trimaran à General Dynamics, qui sont devenus connus sous le nom de navires de combat côtiers de classe Independence, d’après le premier navire de la classe, l’USS Independence. Les navires de combat côtiers aux numéros pairs de l’US Navy sont construits à l’aide de la conception de trimaran de classe Independence, tandis que les navires aux numéros impairs sont basés sur une conception concurrente, le navire de combat côtier monocoque conventionnel de classe Freedom. La commande initiale de navires de combat côtiers concernait un total de quatre navires, dont deux de la classe Independence. Le 29 décembre 2010, la Navy a annoncé qu’elle attribuait à Austal USA un contrat pour la construction de dix navires de combat côtiers supplémentaires de classe Independence,.
L’USS Jackson est le troisième navire de combat côtier de classe Independence à être construit. Il a été construit par Austal USA à Mobile (Alabama). L’USS Jackson est le deuxième navire de la classe Independence à transporter des bateaux pneumatiques à coque rigide standard de 7 mètres de long. Il comporte des améliorations en matière de propulsion et de protection contre la corrosion par rapport à la conception originale de la classe Independence (LCS-2).

## Carrière
La construction de l’USS Jackson a commencé le 1er août 2011 avec la découpe de la première tôle d’aluminium à l’usine de fabrication modulaire d’Austal USA à Mobile, Alabama. Le nom du navire a été annoncé le 5 octobre 2011. Le navire a été lancé le 14 décembre 2013. L’USS Jackson a été livré à la Marine le 11 août 2015 et mis en service le même jour. Le navire a été mis en service lors d’une cérémonie le 5 décembre 2015 à Gulfport (Mississippi),. Il a été affecté au Littoral Combat Ship Squadron One.
L’USS Jackson a subi le premier de trois essais de chocdans les eaux au large de la Floride le 16 juin 2016, et le dernier aurait été achevé la semaine précédant le 20 juillet 2016. Une charge de 10 000 livres (4 500 kg) a été déclenchée à environ 100 yards (91 m) du navire, équipé d’environ 260 instruments pour enregistrer les effets.
Le 23 mai 2022, l’USS Jackson a participé au 28e exercice annuel CARAT avec la Marine royale thaïlandaise dans le cadre de la Combined Task Force (CTF) 72. Le Jackson est rattaché au Destroyer Squadron 7 et à la Septième flotte des États-Unis. L’hélicoptère sans pilote Northrop Grumman MQ-8C Fire Scout a récemment été déployé sur le navire.
Le désarmement de l’USS Jackson est prévu pour 2024.